# Skirting
Ein Skirting (von engl. to skirt; deutsch: umranden), auch Büfettschürze genannt, bezeichnet eine besondere Art der Tischwäsche, um die Seiten eines Tisches zu verdecken.
In der Veranstaltungsbranche werden Skirtings aus Moltonstoffen erstellt und dienen als Sichtschutz, Dekoration oder auch als Verkleidung von Rednerpulten. Um ein Skirting zu erstellen, wird der Stoff in Falten gelegt, so genannte Plisseefalten oder Kräuselfalten. Nach der Konfektionierung wird der Stoff wie ein Rock um die Tischvorderkante gelegt und befestigt.
Büfetttücher sind Tücher, die auf dem Büfetttisch liegen und von Material sowie Konfektionierung her optimal aufeinander abgestimmt sind, meist aus demselben Material wie die Büfettschürzen. Kettpads oder -bänder, Spezialclips, Klemmhalter und Klammern dienen der Befestigung. Durch den Einsatz von Büfettschürzen können auch ältere Tische verwendet werden, da die Tischbeine nicht ersichtlich sind. Unter den Büfetttischen entsteht ein zusätzlicher Stauraum, der für Ersatzartikel gut genutzt werden kann.